# Майсурадзе, Георгий (футболист)
Гео́ргий Майсура́дзе (груз. გიორგი მაისურაძე; род. 31 января 2002, Тбилиси) — грузинский футболист, защитник житомирского «Полесья».

## Клубная карьера
Родился в Тбилиси. Воспитанник академии столичного «Динамо», в первую команду которого переведён в начале июля 2021 года. На профессиональном уровне дебютировал за «Динамо-2», 20 апреля 2021 года в победном (2:1) домашнем поединке кубка Грузии против «ВИТ Джорджии». Георгий вышел на поле в стартовом составе и отыграл весь матч. За основную команду тбилисского клуба дебютировал 8 августа 2021 года в победном (2:1) домашнем поединке 22-го тура Лиги Эровнули против «Сабуртало». Майсурадзе вышел на поле на 88-й минуте вместо Фабиана Споркследе. В сезоне 2021 этот матч стал единственным для правого защитника за первую команду. Первым голом за «Динамо» отличился 14 мая 2023 года на 27-й минуте победного (6:1) домашнего поединка 14-го тура Лиги Эровнули против «Телави». Георгий вышел на поле в стартовом составе и отыграл весь матч. В еврокубках впервые сыграл за столичный клуб 12 июля 2023 года, в ничейном (1:1) выездном поединке 1-го квалификационного раунда Лиги чемпионов УЕФА против казахстанской «Астаны». Майсурадзе вышел на поле на 72-й минуте вместо Николоза Мали. Всего в структуре «Динамо» провёл 4 сезона, за это время в элитном дивизионе грузинского чемпионата сыграл 51 матч (2 гола), 6 поединков в кубке Грузии и 4 матча в квалификационных раундах Лиги чемпионов. За резервную команду «Динамо» сыграл 2 матча во втором дивизионе грузинского чемпионата и 3 матча в кубке страны.
28 июня 2024 года подписал 4-летний контракт с «Полесьем», по данным интернет-портала Transfermarkt сумма отступных составила 400 000 евро. В футболке житомирского клуба дебютировал 25 июля 2024 года в проигранном (0:2) поединке 2-го квалификационного раунда Лиги конференций УЕФА против люблянской «Олимпии». Георгий вышел на поле в стартовом составе, на 49-й минуте получил жёлтую карточку, а на 57-й минуте его заменил Лукас Тейлор.

## Карьера в сборной
В футболке молодёжной сборной Грузии дебютировал 16 ноября 2022 года в проигранном (1:2) товарищеском домашнем поединке против Израиля. Георгий вышел на поле в стартовом составе, а на 74-й минуте его заменил Цотне Капанадзе.

## Достижения
«Динамо» (Тбилиси)
- Чемпион Грузии (2): 2020, 2022
- Серебряный призёз чемпионата Грузии (2): 2021, 2023
- Обладатель Суперкубка Грузии (2): 2021, 2023